# Мајкл Морхeјм
Мајкл „Мајк“ Морхeјм (рођен 3. новембра 1967) амерички је програмер видео игара и предузетник. Извршни је директор и оснивач компаније Dreamhaven, са седиштем у  Ервајну, Калифорнија. Морхeјм је најпознатији по томе што је један од оснивача као и бивши директор компаније Blizzard Entertainment, која је подружница компаније Activision Blizzard, Inc основане 1991. године под називом Silicon & Synapse. Био је члан извршног одобора компаније Vivendi Games-а у јануару 1999. године када је компанија Blizzard Entertainment, Inc постала подружница компанији Vivendi Games. 

## Биографија
Морхејм потиче из јеврејске породице. Средњу школу Granada Hills High School завршио је 1985. године. Дипломирао је на вишој школи Triangle Fraternity и стекао диплому инжењера електротехнике на универзитету у Калифорнији, Лос Анђелес 1990. године. 
Морхејм је са својим братом и сестром у 6 разреду купио конзолу за видео игре Bally Professional Arcade која је први пут пуштена у продају 1978. године. Морхејм је открио да је конзола погодна за програмирање и научио како да напише једноставан програм на њој на основу примера програмаског кода које је нашао у билтену о играма. 
Као студент електротехнике на универзитету у Калифорнији, Морхејм се више фокусирао на хардвер него на софтвер. „Одуговлачио сам много“ изјавио је. Ствари су се преокренуле када је стекао праксу у компанији San Jose за микрочипове. За време праксе научио је о дизајну електричних кола и по повратку у школу био је напредан за курс архитектуре рачунара. „Пре сам био момак који је седео позади“ изјавио је, али након његовог боравка у Силицијумској долини додао је „Почео сам да седим напред“. 

## Каријера
Blizzard Entertainment
Током студија на универзитету UCLA је упознао двоје људи са којима ће створити Sillicon and Synapse, компанију која ће касније постати Blizzard Entertainment. Морхејм, Ален Адам и Френк Пирс су приликом оснивања изнајмили малу канцеларију у Ервајнуу Калифорнији у нади да ће им близина других компанија донети предност. 
Blizzard је 1995. избацио Warcraft II, њихову прву и најбоље продавану игру. Морхејм је рекао:,,Она је вероватно учинила Blizzard познатим на светској мапи’’. Морхејм је такође рекао да је, поред велике продаје,то била прва игра коју сте могли играти преко интернета са уживањем, што је било новина у то време, као и одлучујућа продајна тачка за њихове касније наслове. 
Највећи успех Blizzard је стекао захваљујући тешком, али не и непожељном лекцијом. Док је планирао да избаци World of Warcraft крајем 2004, Морхејм сматрао да ће потражња за неком већом и интерактивнијом игром полако расти и да ће бити непријатно изненађење за гејмерску заједницу, а та игрица би била прва у историји, која ће од играча захтевати да плаћају месечну претплату,,Сматрали смо да ће накнада вероватно бити одвраћајући фактор за људе и да се због тога WoW неће продавати толико брзо као неке од наших претходних игара’’, рекао је. На тој претпоставци су биле базиране све Blizzard-ове производне и маркетиншке одлуке. На изненађење компаније, убрзо касније и панику, WoW се продавао веома брзо, па Blizzard није могао да трговце снабдева игром за тако кратко време због неприпремљености,,Целе прве године смо се трудили да одржимо корак са потражњом. Одузело нам је године живота.’’, рекао је. World of Warcraft је имао отприлике 11 милиона претплатника од 2010. Морхејм је, као генерални директор Blizzard-a, зарадио 12,3 милиона долара 2017. године. 
Морхејм је 3.октобра 2018. године објавио да се повлачи са места председника и генералног директора, уместо чега је постао саветник компаније. Морхејма је заменио Џеј Ален Брак, извршни продуцент World of Warcraft-а. Његова саветничка улога је завршена 7. априла 2019. године. 
Dreamhaven
Мајк Морхејм је 2020.основао Dreamhaven, нову компанију за видео игре. Седиште компаније се налази у Ирвајну, у Калифорнији и састоји се из 2 студија за креирање видео игара звана Secret Door and Moonshot Games. Компанија Dreamhaven,Inc послује подназивом Moonwell Studios LLC.

## Почасти и награде
Морхејм је 2008. учлањен у Acаdemy of Interactive Arts and Sciences' Hall of Fame. Исте године, Морхејм је награђен на 59. годишњој додели награда Technology & Engineering Emmy Awards за Blizzard-ову креацију World of Warcraft-а. Заједно са Доном Догловом из Stormfront Studios и Џоном Кармаком из id Software, Морхејм је један од тројице дизајнера и продуценaта коју су примили ове награде. 
Морхејм је 2012. добио награду Ernst & Young Entrepreneur of the Year Award у области технологијe, а 2019. године и награду 2019 Honor Award у Gamelab-у у Барселони, Шпанија, за успех у индустрији игара.

## Мултимедија
Морхeјм је 2012. године имао камео у The Guild, серији у којој се ради о животима играча са онлајн искуствима са MMORPG, повезан са игрицом  World of Warcraft. Познат је по свом раду са светом игрица као и на филму Warcraft: The Beginning из 2016. године. 

## Приватни живот
Венчао се 2010. године својом дугогодишњом девојком Ејми Чен. Купио је вилу за 2,25 милиона долара у затвореном насељу у округу Риверсајд у Калифорнији 2017. године. Члан је метал бенда ETC где свира бас гитару, који су формирали и саставили запослени у компанији Blizzard.